# Cyrtognatha serrata
Cyrtognatha serrata là một loài nhện trong họ Tetragnathidae.
Loài này thuộc chi Cyrtognatha. Cyrtognatha serrata được Eugène Simon miêu tả năm 1897.